# Rory Kelly
Rory Kelly es un músico autodidacta. A la temprana edad de 10 años, en la localidad rural de Marion (Indiana), mientras que su madre servía bebidas detrás de la barra, Rory tocaba junto a su padre, el batería Mike Kelly (Pops), el cual formó parte de la famosa banda de thrash metal Old Bridge Milicia. A medida que Rory se fue haciendo mayor, fue influenciado por los solistas como DimeBag Darrell, Stevie Ray Vaughan, Joe Satriani o Johnny Winter.

## Historia
Rory formó parte de la banda de Heavy Metal llamada Intethod y luego pasó a ser miembro de los Sleazys Crank County Daredevils con los que sí obtuvo éxito sobre todo en los USA. Después de la desaparición de esta banda en 2010, Rory Kelly decidió emprender su carrera en solitario y reclutó a su padre y excompañero musical Mike, para formar las dos terceras partes de lo que finalmente se convertiría en su banda actual Rory Kelly's Triple Threat. Juntos grabaron, (producido por Rory), lo que los críticos denominaron "Swamp Rock", su primer trabajo “Better Than The Blues.”
En 2011, Billy Miller, también músico veterano (Voodou, Super Sport), trajo el elemento final necesario para completar este sucio trío de rock n 'roll, formando una voluble sección rítmica con el viejo Kelly, y complementando el ardiente pavoneo de los riffs roqueros del joven Kelly. La incorporación de Miller ha traído una nueva dinámica a la banda y, con ello, una definición en constante evolución de lo que significa Southern Rock para Rory Kelly y del modo de transmitir eso a sus seguidores.
A finales de la primavera de 2012 salió a la luz el álbum (Don't Shake My) Family Tree, el cual se editó simplemente bajo el nombre de Rory Kelly.
Rory Kelly lanzó su nuevo álbum "Kings Never Sleep" el 13 de mayo de 2014, producido por Jack Mascari y Rory Kelly bajo el sello Rusty Knuckles. Este último álbum significa que no hay descanso si quieres tener éxito.

## Miembros actuales
- RORY KELLY – Voz y guitarra
- MIKE KELLY – Batería
- BILLY MILLER – Bajo

## Discografía
| Disco                        | Año  |
| ---------------------------- | ---- |
| ...Get Me Back To You        | 2012 |
| (Don't Shake My) Family Tree | 2012 |
| Kings Never Sleep            | 2014 |